# Angiolo Profeti
Angiolo Profeti (Castelfiorentino, 23 maggio 1918 – Ferrara, 28 aprile 1981) è stato un pesista e discobolo italiano, sedici volte campione nazionale.
È l'atleta italiano che in assoluto ha conquistato più titoli nazionali, a pari merito con il discobolo Adolfo Consolini.

## Biografia
In carriera vanta 26 presenze in nazionale (dal 1937 al 1954) ed è stato finalista olimpico nell'edizione dei Giochi del 1952 ad Helsinki.
Ha vinto un argento agli europei di Bruxelles 1950 e la medaglia d'argento alla prima edizione dei Giochi del Mediterraneo tenutasi ad Alessandria d'Egitto nel 1951.

## Palmarès
| Anno | Manifestazione              | Sede        | Evento           | Risultato | Prestazione | Note                  |
| ---- | --------------------------- | ----------- | ---------------- | --------- | ----------- | --------------------- |
| 1938 | Europei                     | Parigi      | Getto del peso   | 7º        | 14,67 m     |                       |
| 1949 | Campionati del Mediterraneo | Istanbul    | Getto del peso   | Oro       | 14,29 m     | Record dei campionati |
| 1949 | Campionati del Mediterraneo | Istanbul    | Lancio del disco | Oro       | 42,14 m     |                       |
| 1950 | Europei                     | Bruxelles   | Getto del peso   | Argento   | 15,16 m     |                       |
| 1951 | Giochi del Mediterraneo     | Alessandria | Getto del peso   | Argento   | 15,02 m     |                       |
| 1952 | Giochi olimpici             | Helsinki    | Getto del peso   | 12º       | 14,74 m     |                       |

## Campionati nazionali
- 15 volte campione nazionale assoluto del getto del peso (1938, 1939, 1940, 1941, 1942, 1945, 1946, 1947, 1948, 1949, 1950, 1951, 1952, 1953, 1954)
- 1 volta campione nazionale assoluto del lancio del disco (1940)